# Волави, Маргарита
Маргарита Волави (англ. Marguerite Volavy, также Маргарет Волави, англ. Margaret Volavy; 28 декабря 1886, Брно — 30 июля 1951, Нью-Йорк) — американская пианистка чешского происхождения.
Окончила Венскую консерваторию (1901), ученица Теодора Лешетицкого, занималась также под руководством Эдуарда Шютта. Дебютировала в Праге в 1902 году, исполнив Второй фортепианный концерт П. И. Чайковского. В 1902—1914 гг. концертировала в Австрии, Германии, Франции, Италии и России — в 1911 году исполнила Концерт для фортепиано с оркестром Роберта Шумана на вечере Русского музыкального общества, дирижировал Василий Сафонов (по мнению рецензента «Русской музыкальной газеты», «темпы она загоняла быстрейшие, но играла концерт как тщательно подготовленную экзаменационную задачу — не было шумановской грации, поэзии, задора и женственности»).
В середине 1900-х гг. впервые посетила США, выступая на частных музыкальных вечерах в составе фортепианного трио со скрипачом Виктором Коларом и виолончелистом Алоисом Рейзером. В 1912 году окончательно обосновалась в США. Дебютировала в общедоступных концертах в 1915 году с Русским симфоническим оркестром Модеста Альтшулера, успешно исполнив Первый фортепианный концерт Сергея Борткевича (впервые в США).
Интенсивно записывалась в 1912—1931 гг., в ряде случаев под псевдонимами Феликс Гердтс (нем. Felix Gerdts) и Джордж Керр (англ. George Kerr), главным образом на роликах для пианол Американской фортепианной компании. Оставила более 250 записей, из которых наибольшее значение имеют фортепианные концерты Эдварда Грига и Ференца Листа (оба в аранжировке для фортепиано соло). На протяжении многих лет работала также как редактор записей для пианол, в том числе с такими исполнителями, как Иосиф Левин, Сергей Рахманинов, Артур Рубинштейн, Альфред Корто, Фриц Крейслер.
В последние 20 лет жизни занималась педагогической работой.